# 2021年世界接力赛
2021年世界接力赛是第五届世界接力赛，于2021年5月1日至2日在波兰霍茹夫进行，这是世界田联接力赛首次在欧洲举行。
该赛事原本并非2020年东京奥运田径项目接力赛的资格赛。在国际奥委会宣布因应2019冠状病毒病疫情而将2020年东京奥运推迟至2021年举办后，世界田径公布了新版的奥运资格文件，该赛事成为奥运田径接力赛的其中一项资格赛。
比赛开赛时，全球依旧受2019冠状病毒病疫情困扰，为防止感染扩大，比赛组织委员会出台了相应措施，包括取消现场观众、强制相关人员在规定场合下佩戴口罩、定期对相关人员进行病毒检测等。

## 赛程安排
由于部分队伍退赛，个别项目的预赛取消举行，仅设立决赛一个阶段。
| 18:30 | 混合折返跨栏接力  | 预赛 |
| 19:00 | 女子4×400米接力   | 预赛 |
| 19:35 | 男子4×400米接力   | 预赛 |
| 20:08 | 女子4×100米接力   | 预赛 |
| 20:39 | 男子4×100米接力   | 预赛 |
| 21:08 | 混合2×2×400米接力 | 决赛 |
| 21:22 | 混合4×400米接力   | 预赛 |
| 21:58 | 混合折返跨栏接力  | 决赛 |

| 18:30 | 女子4×200米接力 | 预赛 |
| 18:55 | 男子4×200米接力 | 预赛 |
| 19:20 | 混合4×400米接力 | 决赛 |
| 19:35 | 男子4×100米接力 | 决赛 |
| 19:46 | 女子4×100米接力 | 决赛 |
| 19:59 | 女子4×200米接力 | 决赛 |
| 20:13 | 男子4×200米接力 | 决赛 |
| 20:26 | 女子4×400米接力 | 决赛 |
| 20:42 | 男子4×400米接力 | 决赛 |

## 各项成绩

### 男子
| 项目        | 金牌                                                                       | 金牌       | 银牌                                                                 | 银牌       | 铜牌                                                                              | 铜牌       |
| 4×100米接力 | 義大利 · 埃塞奥萨·德萨卢 · 馬塞爾·雅各布斯 · 达维德·马嫩蒂 · 菲利波·托尔图 | 39.21      | 日本 · 坂井隆一郎 · 铃木凉太 · 宮本大輔 · 柳田大輝                   | 39.42      | 丹麦 · Simon Hansen · Tazana Kamanga-Dyrbak · Kojo Musah · Frederik Schou-Nielsen | 39.56      |
| 4×200米接力 | 德国 · Steven Müller · Felix Straub · Lucas Ansah-Peprah · Owen Ansah      | 1:22.43 SB | · Mark Odhiambo · 邁克·莫坎巴·年奧 · Elijah Mathew · Hesborn Ochieng | 1:24.26 SB | 葡萄牙 · Frederico Curvelo · Delvis Santos · Diogo Antunes · André Prazeres       | 1:24.53 SB |
| 4×400米接力 | 荷蘭 · 約赫姆·多貝爾 · 利馬芬·博內法夏 · 拉姆賽·安赫拉 · 托尼·范迪彭       | 3:03.45    | 日本 · 伊东利来也 · 川端魁人 · 佐藤拳太郎 · 铃木碧斗                 | 3:04.45    | · 伊薩克·馬夸拉 · Boitumelo Masilo · Ditiro Nzamani · Leungo Scotch               | 3:04.77    |

### 女子
| 项目        | 金牌                                                                           | 金牌       | 银牌                                                                                            | 银牌       | 铜牌                                                                    | 铜牌       |
| 4×100米接力 | 義大利 · Irene Siragusa · Gloria Hooper · Anna Bongiorni · Vittoria Fontana    | 43.79 SB   | 波蘭 · Magdalena Stefanowicz · Klaudia Adamek · Katarzyna Sokólska · 皮娅·斯克日绍夫斯卡        | 44.10      | 荷蘭 · 杰米尔·萨穆埃尔 · 达芙妮·席珀斯 · 娜丁·维瑟 · Naomi Sedney       | 44.10      |
| 4×200米接力 | 波蘭 · Paulina Guzowska · Kamila Ciba · Klaudia Adamek · Marlena Gola          | 1:34.98 NR | 爱尔兰 · Aoife Lynch · Kate Doherty · Sarah Quinn · Sophie Becker                               | 1:35.93 NR | · Ángela Tenorio · Virginia Villalba · Marizol Landázuri · Anahí Suárez | 1:36.86 SB |
| 4×400米接力 | 古巴 · Zurian Hechavarría · Rose Mary Almanza · Lisneidy Veitía · Roxana Gómez | 3:28.41    | 波蘭 · 科妮莉亞·萊西維茨 · 马乌戈热塔·霍武布-科瓦利克 · Karolina Łozowska · 娜塔莉亞·卡奇馬雷克 | 3:28.81    | 英国 · 拉维埃·尼尔森 · 阿玛·皮皮 · 埃米莉·戴蒙德 · Jessie Knight        | 3:29.27    |

### 混合
| 项目          | 金牌                                                                      | 金牌    | 银牌                                                                              | 银牌    | 铜牌                                                                                  | 铜牌    |
| 4×400米接力   | 義大利 · Edoardo Scotti · Giancarla Trevisan · Alice Mangione · Davide Re | 3:16.60 | 巴西 · Anderson Henriques · Tiffani Marinho · Geisa Coutinho · 埃里森·多斯·桑托斯 | 3:17.54 | · 利迪奧·安德烈斯·費利斯 · 安娜貝爾·梅迪納·本圖拉 · 瑪麗蕾迪·保利諾 · 亞歷山大·奧甘多 | 3:17.58 |
| 2×2×400米接力 | 波蘭 · Joanna Jóźwik · 帕特里克·多貝克                                    | 3:40.92 | · Naomi Korir · 费古森·切鲁伊约特·罗提奇                                          | 3:41.79 | 斯洛維尼亞 · Anita Horvat · Žan Rudolf                                                | 3:41.95 |
| 折返跨栏接力  | 德国 · Monika Zapalska · Erik Balnuweit · Anne Weigold · Gregor Traber    | 56.53   | 波蘭 · Zuzanna Hulisz · Krzysztof Kiljan · Klaudia Wojtunik · Damian Czykier      | 56.68   | · Priscilla Tabunda · Michael Nzuku · Nusra Rukia · Wiseman Mukhobe                   | 59.89   |

## 参赛国家和地区
受2019冠状病毒病疫情影响，澳大利亚、加拿大、牙买加、特立尼达和多巴哥等国家/地区主动宣布退赛。印度原本计划参加比赛，然而由于比赛开赛前该国疫情反弹猛烈，该国的选手不被允许登上国际航班，从而错过比赛。尼日利亚则因为该国田径协会的内部斗争而放弃参赛。另外，上届赛事团体排名前十的中国和美国亦未参加此次比赛。
- 白俄羅斯（13）
- 比利时（12）
- （21）
- 巴西（20）
- 智利（6）
- 哥伦比亚（9）
- 古巴（5）
- 捷克（31）
- 丹麦（12）
- （6）
- （10）
- 法國（40）
- 德国（40）
- （11）
- 英国（16）
- 爱尔兰（16）
- 義大利（38）
- 日本（29）
- （36）
- 荷蘭（24）
- 波蘭（44）
- 葡萄牙（16）
- 波多黎各（5）
- 斯洛伐克（10）
- 斯洛維尼亞（2）
- 南非（16）
- 西班牙（40）
- 瑞士（14）
- 土耳其（16）
- 乌克兰（5）
- 尚比亞（5）
- 辛巴威（7）